# 新・ゴーマニズム宣言スペシャル脱正義論
新・ゴーマニズム宣言スペシャル脱正義論（しん・ゴーマニズムせんげんスペシャルだつせいぎろん）は小林よしのりの著作。

## 概要
1996年に幻冬舎から出版。
奇跡的に和解をすることができた薬害エイズ事件では、なぜ著者である小林よしのりは「支える会」の代表であったのが追放されたのか。そしてボランティアや市民運動や学生運動等の正義と善意の本質を追及している。
この作品での作者の一貫した視点と言うのは、世論を味方につけるためには商品化をすることが重要であるということであった。多くの人は自分の中では理想とそれに対する現実を持っていて、現実の中で理想を曲げてしまったり、理想を通そうとし過ぎるために現実から離れてしまっている。このようになる最も大きな原因は理想は金にならないという現実である。このため理想である自分のやりたいことと、現実である金になるということの両方を踏まえた上で商品となる活動をするということであった。
2011年10月にも増刷されており、これで20刷となる。この時に小林は、この作品は何十年経っても残る不朽の書であるとする。脱正義論の内容はこの時期に問題になっていたネット右翼の問題と直結している。それだけでなく東日本大震災のボランティアといった善意の運動に取り組む場合にも、どういうことに留意するべきかといった示唆に富んだ部分が読めば見つかるとしている。
2015年のSEALDsの活動が注目されていた時期にはSEALDsのメンバーと小林が対談をしたことがある。この時に小林はSEALDsのやっていることは小林が薬害エイズ事件のときにやっていたこととそっくりであり、このことは脱正義論に描かれているため読んでみることを薦める。小林が薬害エイズ事件の時に活動をしていたある時期から左翼系の団体がどんどん入ってきて、小林と運動をしている学生たちを自分たちに取り込もうとするようになっていた。小林の運動は厚生省が謝罪をして決着がついたものの、学生の中には運動そのものが生きがいになった人が多くいて、運動をやめたくないと言って左翼に取り込まれていった。このようなことがあったために運動をやめることの難しさをSEALDsのメンバーに語る。